# النظام المجتمعي لنمذجة ديناميات السطح
النظام المجتمعي لنمذجة ديناميات السطح (CSDMS) يتناول سطح الأرض والتغيرات الملحوظة والمرصودة التي تتكرر باستمرار. وبناء على الحرم الجامعي لـجامعة كولورادو في بولدر، يتضمن مشروع النظام المجتمعي لنمذجة ديناميات السطح مجموعة من الخبراء المختصين بنمذجة عمليات سطح الأرض بالعمل بوحدات برمجيات متكاملة وتطويرها بما يساعد في التنبؤ بـتعرية ونقل وترسب الرواسب والمواد المذابة في صفحات الأرض والأحواض الرسوبية.
وفي بداية عام 2007، منح جيمس سيفيتسكي، المدير الأسبق لدى انستار (معهد بحوث الألب والقطب الشمالي، وبولدر وشركاه) والأستاذ الحالي في جامعة كولاردو بقسم العلوم الجيولوجية، اتفاق تعاوني بمئات الملايين من الدولارات من المؤسسة القومية للعلوم (NSF) لتنسيق تلك المجهودات الوطنية وتطوير مشروع النظام المجتمعي لنمذجة ديناميات السطح.

## وصلات خارجية
- Official page
- NSF Award page